# Milina
Milina (německy Milin) je osada v okrese Příbram ve Středočeském kraji, která je součástí obce Drevníky a leží v katastrálním území Slovanská Lhota. Nachází se asi 10,5 km jihovýchodně od Dobříše a asi 22 km severovýchodně od Příbrami.
Milinou prochází silnice III/10224. Je zde registrováno devět čísel popisných: 7, 11, 14, 17, 22, 28, 29, 41 a 43, a tři čísla evidenční: 18, 19 a 20. Nachází se zde kaple a autobusová zastávka, východně od osady leží kopec Mýtka, vysoký 410 m n. m. Protéká tudy bezejmenný potok, který se vlévá do Hubenovského potoka (levostranný přítok řeky Vltavy). Na tomto potoce se nacházejí tři drobné bezejmenné rybníky.